# 马鲁多
马鲁多（義大利語：Marudo），是意大利洛迪省的一个市镇。总面积4平方公里，人口1542人，人口密度385.5人/平方公里（2009年）。ISTAT代码为098036。